# Cazemată

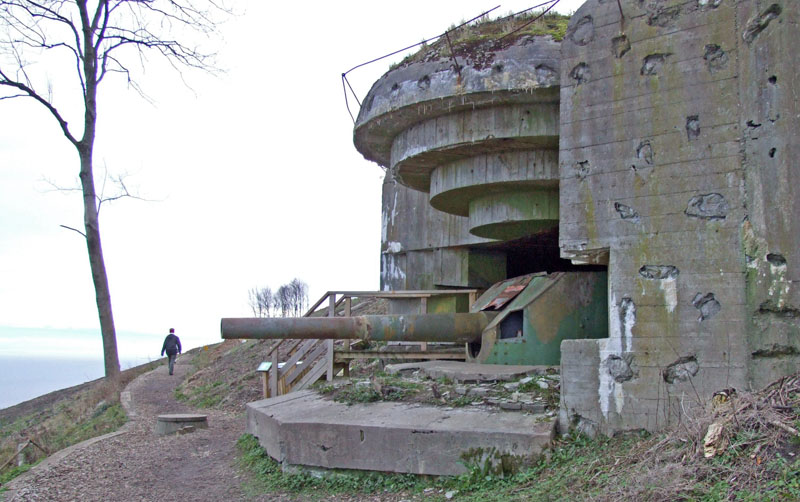
Cazemată dotată cu tun în Danemarca

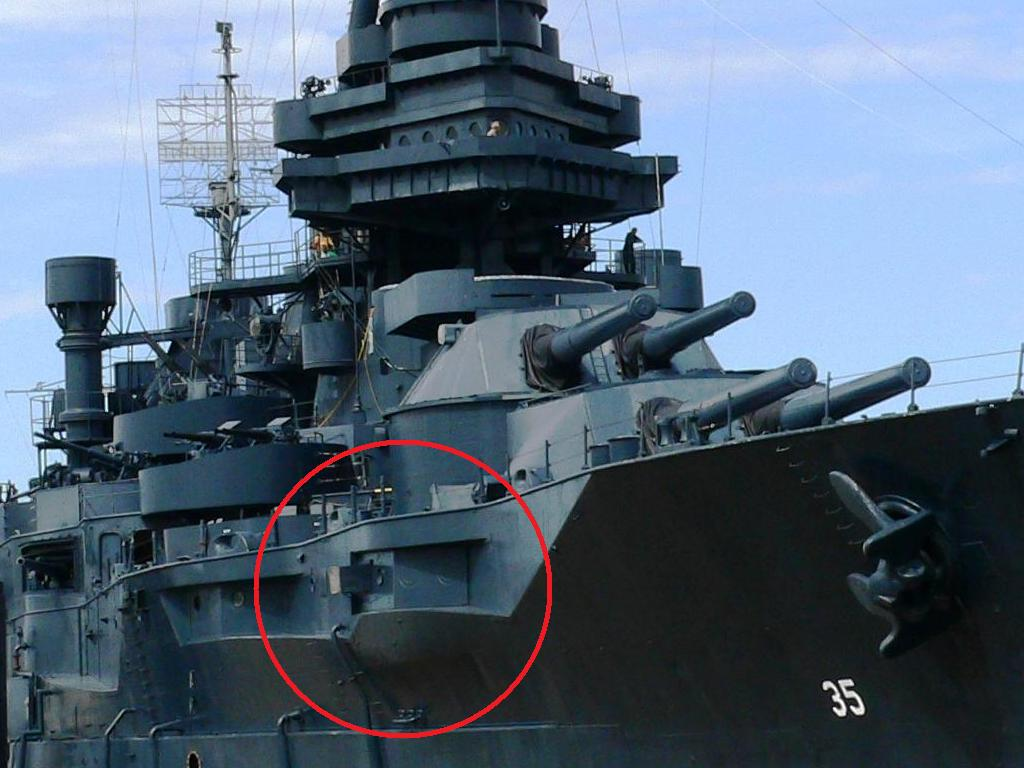
Amplasamentul cazematei pe USS Texas

Cazemata (de la cuvântul francez casemate) reprezintă un amplasament sau o structură  bine fortificată (poate fi o cetate, un fort, o baterie de artilerie etc.), protejată de inamic prin focul de artilerie și bombardamente, care servește pentru organizarea garnizoanei, depozitarea munițiilor, produselor alimentare etc.
De asemenea, numele de cazemată îl poartă și încăperea blindată de pe nave, unde sunt instalate tunurile de calibru mijlociu.

## Clasificare
După destinație cazematele sunt împărțite ca fiind de protecție și apărare. Primul tip asigură protejarea stocurilor de depozitare a prafului de pușcă (magazii cu praf de pușcă, proiectile și încărcătoare), produselor alimentare (magazii și depozite alimentare), locuințelor membrilor garnizoanei (cazărmi, barăci etc.) și de comunicare (drumuri interne, porți). Al doilea tip este atribuit incintelor închise  pentru trăgători și armament în scopuri defensive.